# Maria Kazimiera Sobieska (młodsza)
Maria Kazimiera Sobieska (ur. 20 stycznia 1695 w Warszawie, zm. 18 maja 1723 w Oławie) – córka Jakuba Ludwika Sobieskiego i Jadwigi Elżbiety Sobieskiej,  wnuczka Jana III Sobieskiego i Marii Kazimiery d’Arquien.
Była ulubioną wnuczką królowej Marii Kazimiery, która wyjeżdżając na stałe z Polski w 1698 zabrała ją ze sobą do Rzymu, a w 1714 do Blois we Francji. Po śmierci babki w 1716 Maria Kazimiera wyjechała do Oławy, gdzie przebywali jej rodzice. Była początkowo brana pod uwagę jako kandydatka na żonę Jakuba III Stuarta, jednak ostatecznie pretendenta do tronu Anglii i Szkocji poślubiła jej siostra Maria Klementyna. Próbowano wyswatać Marię Kazimierę z Franciszkiem Marią d’Este, jednak gdy jej siostra Maria Klementyna poślubiła pretendenta, cesarz Karol VI Habsburg (który nie życzył sobie mariaży córek Sobieskich ze Stuartami) zabronił jakichkolwiek starań o rękę pozostałych sióstr.
Sobieska zmarła niezamężna 18 maja 1723 w Oławie, została pochowana w kaplicy Bożego Ciała przy katedrze św. Jana we Wrocławiu.